# Campeonato Paraibano de Futebol de 2016 - Primeira Divisão
O Campeonato Paraibano de Futebol de 2016 foi a 106ª edição da divisão principal do futebol paraibano. A competição, a ser disputada entre 30 de janeiro e 8 de maio e organizada pela Federação Paraibana de Futebol, contará com a participação de dez equipes e atribuirá uma vaga para a Copa do Brasil de 2017, duas para a Copa do Nordeste de 2017, além de duas vagas na Série D do Brasileiro de 2016.

## Regulamento
Na primeira fase, a ser disputada entre 30 de janeiro e 27 de março, as dez equipes serão divididas em dois grupos (A e B) e enfrentarão apenas as equipes da outra chave, em jogos de ida e volta, totalizando dez rodadas. Os três melhores colocados de cada grupo avançarão para a segunda fase. Nessa etapa, as seis equipes classificadas serão divididas em três grupos (C, D e E), havendo jogos de ida e volta. As equipes vencedoras de cada um dos três grupos se classificarão para as semifinais. Além disso, uma das equipes perdedoras também se classificará para as semifinais por meio de índice técnico. A partir daí, as equipes se enfrentam no sistema de mata-mata até a determinação do campeão paraibano de 2016. As partidas da final ocorrerão nos dias 1º e 8 de maio. Os dois finalistas terão vaga na Copa do Brasil, na Copa do Nordeste de 2017, e na Série D do Brasileiro de 2016. Caso o Botafogo chegue à final, o terceiro colocado conquistará a vaga na quarta divisão nacional juntamente com o vice-campeão, uma vez que o Botafogo já disputará a Série C em 2016.
Enquanto isso, as quatro equipes não classificadas dos grupos A e B (duas de cada grupo) se enfrentarão no grupo F, denominado grupo de rebaixamento. Os quatro times se enfrentarão em jogos de ida e volta, totalizando seis rodadas. Ao fim dessas partidas, os dois clubes de menor pontuação serão rebaixados para a segunda divisão de 2017.

## Equipes participantes
| Equipe       | Cidade         | Em 2015 | Estádio           | Capacidade | Títulos (Último) |
| ------------ | -------------- | ------- | ----------------- | ---------- | ---------------- |
| Atlético     | Cajazeiras     | 7º      | Perpetão          | 1.600      | 1 (2002)         |
| Auto Esporte | João Pessoa    | 4º      | Graça             | 6.400      | 6 (1992)         |
| Botafogo     | João Pessoa    | 2º      | Almeidão          | 25.770     | 27 (2014)        |
| Campinense   | Campina Grande | 1º      | Amigão            | 23.000     | 19 (2015)        |
| CSP          | João Pessoa    | 5º      | Graça             | 6.400      | 0 (não possui)   |
| Esporte      | Patos          | 1º (B)  | José Cavalcanti   | 11.000     | 0 (não possui)   |
| Paraíba      | Cajazeiras     | 2º (B)  | Perpetão          | 1.600      | 0 (não possui)   |
| Santa Cruz   | Santa Rita     | 8º      | Teixeirão         | 5.000      | 2 (1996)         |
| Sousa        | Sousa          | 6º      | Marizão           | 5.400      | 2 (2009)         |
| Treze        | Campina Grande | 3º      | Presidente Vargas | 8.000      | 15 (2011)        |

## Primeira fase

### Grupo A

#### Classificação
| Classificação | Classificação   | Classificação | Classificação | Classificação | Classificação | Classificação | Classificação | Classificação | Classificação | Classificação | Classificação |
| Pos           | Times           | Pts           | J             | V             | E             | D             | GP            | GC            | SG            | %             |               |
| ------------- | --------------- | ------------- | ------------- | ------------- | ------------- | ------------- | ------------- | ------------- | ------------- | ------------- | ------------- |
| 1             | Campinense      | 22            | 10            | 6             | 4             | 0             | 20            | 3             | 17            | 73.3          |               |
| 2             | Paraíba         | 15            | 10            | 4             | 3             | 3             | 13            | 11            | 2             | 50            |               |
| 3             | Sousa           | 14            | 10            | 3             | 5             | 2             | 12            | 9             | 3             | 46.7          |               |
| 4             | Auto Esporte-PB | 12            | 10            | 3             | 3             | 4             | 10            | 19            | -9            | 40            |               |
| 5             | Santa Cruz      | 8             | 10            | 2             | 2             | 6             | 6             | 12            | -6            | 26.7          |               |

| Auto Esporte-PB | 2–1 | 1-5 | 1–1 | 3–1 | 2–0 |
| Campinense      | 2–0 | 1–1 | 2–1 | 7–1 | 0-0 |
| Paraíba         | 1–0 | 0–0 | 3–0 | 2–0 | 2–2 |
| Santa Cruz      | 1–0 | 0–0 | 1–2 | 2–2 | 1–2 |
| Sousa           | 3-1 | 1–2 | 1–1 | 2–0 | 1–1 |

|  |                                                       |
|  | Zona de classificação para a segunda fase             |
|  | Zona de classificação para o quadrangular de descenso |

|  |                      |
|  | Vitória do mandante  |
|  | Vitória do visitante |
|  | Empate               |

### Grupo B

#### Classificação
| Classificação | Classificação         | Classificação | Classificação | Classificação | Classificação | Classificação | Classificação | Classificação | Classificação | Classificação | Classificação |
| Pos           | Times                 | Pts           | J             | V             | E             | D             | GP            | GC            | SG            | %             |               |
| ------------- | --------------------- | ------------- | ------------- | ------------- | ------------- | ------------- | ------------- | ------------- | ------------- | ------------- | ------------- |
| 1             | Botafogo-PB           | 22            | 10            | 6             | 4             | 0             | 19            | 3             | 16            | 73.3          |               |
| 2             | CSP                   | 13            | 10            | 3             | 4             | 3             | 11            | 9             | 2             | 43.3          |               |
| 3             | Treze                 | 13            | 10            | 3             | 4             | 3             | 11            | 11            | 0             | 43.3          |               |
| 4             | Esporte-PB            | 9             | 10            | 2             | 3             | 5             | 10            | 24            | -14           | 30            |               |
| 5             | Atlético Cajazeirense | 5             | 10            | 1             | 2             | 7             | 3             | 14            | -11           | 16.7          |               |

| Atlético Cajazeirense | 0–0 | 0–4 | 0–1 | 1–0 | 0–0 |
| Botafogo-PB           | 3–0 | 0–0 | 3–0 | 3–0 | 2–0 |
| CSP                   | 3–0 | 0–0 | 3–0 | 0–1 | 0–0 |
| Esporte-PB            | 0–1 | 0–2 | 3–2 | 1–0 | 1–1 |
| Treze                 | 4–0 | 0–2 | 0–0 | 1–0 | 1–3 |

|  |                                                       |
|  | Zona de classificação para a segunda fase             |
|  | Zona de classificação para o quadrangular de descenso |

|  |                      |
|  | Vitória do mandante  |
|  | Vitória do visitante |
|  | Empate               |

## Quadrangular do descenso
| 1 | Auto Esporte-PB       | 13 | 6 | 4 | 1 | 1 | 8 | 3 | 5  |
| 2 | Atlético Cajazeirense | 12 | 6 | 4 | 0 | 2 | 6 | 5 | 1  |
| 3 | Santa Cruz            | 10 | 6 | 3 | 1 | 2 | 7 | 5 | 2  |
| 4 | Esporte-PB            | 0  | 6 | 0 | 0 | 6 | 1 | 9 | -8 |

| Atlético Cajazeirense | —   | 1–0 | 2–1 | 2-1 |
| Auto Esporte-PB       | 1–0 | —   | 1–0 | 0–0 |
| Esporte-PB            | 0-1 | 0-3 | —   | 0-1 |
| Santa Cruz            | 2–0 | 2-3 | 1–0 | —   |

|  |                                         |
|  | Rebaixados para Segunda Divisão de 2017 |

|  |                      |
|  | Vitória do mandante  |
|  | Vitória do visitante |
|  | Empate               |

Desempenho por rodada
- Clubes que lideraram o Quadrangular do descenso ao final de cada rodada:

| Líder do Quadrangular | Líder do Quadrangular | Líder do Quadrangular | Líder do Quadrangular | Líder do Quadrangular | Líder do Quadrangular |     |
| --------------------- | --------------------- | --------------------- | --------------------- | --------------------- | --------------------- | --- |
| 1                     | 2                     | 3                     | 4                     | 5                     | 6                     |     |
| ATL                   | ATL                   | ATL                   | ATL                   | ATL                   | AUT                   | AUT |

- Clubes que ficaram na última posição do Quadrangular do descenso ao final de cada rodada:

| Lanterna do Quadrangular | Lanterna do Quadrangular | Lanterna do Quadrangular | Lanterna do Quadrangular | Lanterna do Quadrangular | Lanterna do Quadrangular |
| ------------------------ | ------------------------ | ------------------------ | ------------------------ | ------------------------ | ------------------------ |
| 1                        | 2                        | 3                        | 4                        | 5                        | 6                        |
| ESP                      |                          |                          |                          |                          |                          |

## Segunda Fase

### Eliminatória
Em itálico, os times que possuem o mando de campo no primeiro jogo do confronto e em negrito os times classificados.
| Equipe 1    | Total | Equipe 2 | 1.º jogo | 2.º jogo |
| ----------- | ----- | -------- | -------- | -------- |
| Campinense  | 2–1   | Treze    | 0–0      | 2–1      |
| Paraíba     | 0–2   | CSP      | 0–2      | 0–0      |
| Botafogo-PB | 6–3   | Sousa    | 1–3      | 5–0      |

### Classificação para as semi-finais
Tabela de classificação
| Pos | Times       | Pts | J  | V | E | D | GP | GC | SG |
| --- | ----------- | --- | -- | - | - | - | -- | -- | -- |
| 1   | Campinense  | 26  | 12 | 7 | 5 | 0 | 22 | 4  | 18 |
| 2   | Botafogo-PB | 25  | 12 | 7 | 4 | 1 | 25 | 6  | 19 |
| 3   | CSP         | 17  | 12 | 4 | 5 | 3 | 13 | 9  | 4  |
| 4   | Sousa       | 17  | 12 | 4 | 5 | 3 | 15 | 15 | 0  |
| 5   | Paraíba     | 16  | 12 | 4 | 1 | 4 | 13 | 13 | 0  |
| 6   | Treze       | 14  | 12 | 3 | 5 | 4 | 12 | 13 | -1 |

## Fase Final
|  | Semifinal   | Semifinal  | Semifinal | Semifinal |   |             | Final | Final | Final | Final |
|  |             |            |           |           |   |             |       |       |       |       |
|  | Sousa       | 2          | 0         | 2         |   |             |       |       |       |       |
|  | Botafogo-PB | 1          | 2         | 3         |   |             |       |       |       |       |
|  | Botafogo-PB | 1          | 2         | 3         |   | Botafogo-PB | 2     | 1     | 3     |       |
|  |             |            |           |           |   | Botafogo-PB | 2     | 1     | 3     |       |
|  |             | Campinense | 3         | 0         | 3 |             |       |       |       |       |
|  | Campinense  | Campinense | 3         | 0         | 3 | 1           | 1     | 2     |       |       |
|  | Campinense  |            |           |           |   | 1           | 1     | 2     |       |       |
|  | CSP         | 0          | 1         | 1         |   |             |       |       |       |       |

## Premiação
| Campeonato Paraibano de 2016    |
| ------------------------------- |
|                                 |
| Campinense Campeão (20º título) |

## Classificação final
Encerrado em 15 de junho de 2016
(*)  O Campinense, por ter classificado para decisão, o Sousa se garantiu como o segundo melhor time paraibano - o Botafogo-PB, o outro finalista do estadual, já disputa a Série C. 

## Artilharia
Encerrada às 21:30 (UTC-3) em 15 de Junho de 2016.
| Gols | Jogador                                                                         | Time            |
| ---- | ------------------------------------------------------------------------------- | --------------- |
| 9    | Rodrigão                                                                        | Campinense      |
| 7    | França                                                                          | Paraíba         |
| 7    | Manu                                                                            | Sousa           |
| 7    | Izac Buiú                                                                       | Auto Esporte-PB |
| 7    | Adalgiso Pitbull                                                                | Campinense      |
| 6    | Warley                                                                          | Botafogo-PB     |
| 5    | Müller Fernandes                                                                | Botafogo-PB     |
| 4    | Eduardo Rato                                                                    | Esporte-PB      |
| 4    | Bruno Paraíba                                                                   | CSP             |
| 3    | Lúcio Curió                                                                     | Treze           |
| 3    | Jó Boy Val Marcinho Danielzinho                                                 | Botafogo-PB     |
| 3    | Isaías                                                                          | Santa Cruz-PB   |
| 2    | Carlos Caaporã                                                                  | CSP             |
| 2    | Pedro Neto                                                                      | Esporte-PB      |
| 2    | Ítallo                                                                          | Auto Esporte-PB |
| 2    | Jone Chulapa Douglas Fábio Silva                                                | Atlético PB     |
| 2    | Junior Xuxa Diego Neves                                                         | Treze           |
| 2    | Xinho Téo                                                                       | Paraíba         |
| 2    | Jussimar Roger Gaúcho Raul                                                      | Campinense      |
| 2    | Jefferson Recife                                                                | Botafogo-PB     |
| 2    | Jéfferson                                                                       | Santa Cruz-PB   |
| 2    | Leílson Dico                                                                    | Sousa           |
| 1    | Ricardinho Guilherme Janderson Rafael Speda Bruninho Raílson Yuri David Queiroz | Auto Esporte-PB |
| 1    | Magno Alves Janeudo Gedeil Pingo João Paulo                                     | Botafogo-PB     |

| Gols                                                          | Jogador       | Time |
| ------------------------------------------------------------- | ------------- | ---- |
| 1                                                             |               |      |
| Átila Lelo Lucas                                              | Atlético PB   |      |
| Joécio Tiago Sala Negretti Everaldo Reginaldo Júnior          | Campinense    |      |
| Fábio Hytalo Luiz Paulo Carioca Henrique Leandro Igor Felipe  | CSP           |      |
| Larramendi André Lima Elanardo Thiago Furlan Altemar          | Treze         |      |
| Deda Juninho Rhuan Ivan Evandro                               | Esporte-PB    |      |
| Rodrigo Poty Édson Cariús Danilo Regineldo Tarcísio Giancarlo | Sousa         |      |
| Clóvis Klebinho Thiago Caio Iuri Teles Biro Biro              | Santa Cruz-PB |      |
| Genael Ramon                                                  | Paraíba       |      |

| Gols-contra | Gols-contra    | Gols-contra | Gols-contra   |
| Gols        | Jogador        | Time        | A favor de    |
| ----------- | -------------- | ----------- | ------------- |
| 1           | Bruno Paraíba  | CSP         | Santa Cruz PB |
| 1           | Fernando Pires | Campinense  | Botafogo-PB   |

## Seleção do Campeonato
Prêmios
- Craque: Rodrigão (Campinense)
- Artilheiro: Rodrigão (Campinense)
- Revelação: Djavan (Botafogo-PB)
- Técnico: Francisco Diá (Campinense)
- Artilheiro do Interior: Rodrigão (Campinense)

Time
| Posição          | Jogador          | Clube       |
| Goleiro          | Glédson          | Campinense  |
| Zagueiro         | Thiago Sala      | Campinense  |
| Zagueiro         | Plínio           | Botafogo-PB |
| Lateral-Direito  | Ângelo           | Botafogo-PB |
| Lateral-Esquerdo | Jefferson Recife | Botafogo-PB |
| Volante          | Djavan           | Botafogo-PB |
| Volante          | Negretti         | Campinense  |
| Meio-campo       | Roger Gaúcho     | Campinense  |
| Meio-campo       | Tarcísio         | Sousa       |
| Atacante         | Rodrigão         | Campinense  |
| Atacante         | Müller Fernandes | Botafogo-PB |
| ---------------- | ---------------- | ----------- |

Fonte: